# 新奥尔良洛约拉大学法学院
新奥尔良洛约拉大学法学院（Loyola University New Orleans College of Law）是一所位于美国新奥尔良的法学院，附属于新奥尔良洛约拉大学，创设于1914年。在《美国新闻与世界报道》的法学院排名里没有排名。因为所处的路易斯安那州采用大陆法系，故该校同时教授大陆法和英美法（美国大部分州采用）。